# Liste der Bodendenkmäler in Giebelstadt
Auf dieser Seite sind die Bodendenkmäler in dem unterfränkischen Markt Giebelstadt zusammengestellt. Diese Tabelle ist eine Teilliste der Liste der Bodendenkmäler in Bayern. Grundlage ist die Bayerische Denkmalliste, die auf Basis des Bayerischen Denkmalschutzgesetzes vom 1. Oktober 1973 erstmals erstellt wurde und seither durch das Bayerische Landesamt für Denkmalpflege geführt wird. Die folgenden Angaben ersetzen nicht die rechtsverbindliche Auskunft der Denkmalschutzbehörde.

## Bodendenkmäler in Giebelstadt
| Lage       | Objekt                                                                                    | Akten-Nr.     | Bild |
| ---------- | ----------------------------------------------------------------------------------------- | ------------- | ---- |
| (Standort) | Siedlung der jüngeren Latènezeit und merowingerzeitliche Reihengräber.                    | D-6-6325-0043 |      |
| (Standort) | Bestattungsplatz mit Körpergräbern des späten Mittelalters oder der frühen Neuzeit.       | D-6-6325-0044 |      |
| (Standort) | Körpergräber der Merowingerzeit.                                                          | D-6-6325-0049 |      |
| (Standort) | Archäologische Befunde im Bereich der frühneuzeitlichen Kath. Pfarrkirche St. Georg       | D-6-6325-0050 |      |
| (Standort) | Siedlung der Urnenfelderzeit und vermutlich der Linearbandkeramik.                        | D-6-6325-0051 |      |
| (Standort) | Siedlung des Neolithikums, vermutlich der Linearbandkeramik.                              | D-6-6325-0052 |      |
| (Standort) | Siedlung und Brandgräber der Urnenfelderzeit.                                             | D-6-6325-0054 |      |
| (Standort) | Brandgräber der Urnenfelderzeit.                                                          | D-6-6325-0055 |      |
| (Standort) | Siedlung der Urnenfelderzeit, der Hallstattzeit und der frühen Latènezeit                 | D-6-6325-0056 |      |
| (Standort) | Siedlung der Urnenfelderzeit.                                                             | D-6-6325-0057 |      |
| (Standort) | Siedlung der Urnenfelderzeit.                                                             | D-6-6325-0058 |      |
| (Standort) | Erdstall des späten Mittelalters.                                                         | D-6-6325-0063 |      |
| (Standort) | Spätmittelalterlicher bis frühneuzeitlicher Turmhügel.                                    | D-6-6325-0065 |      |
| (Standort) | Archäologische Befunde im Bereich der frühneuzeitlichen Kath. Pfarrkirche                 | D-6-6325-0066 |      |
| (Standort) | Siedlung der Linearbandkeramik und der Urnenfelderzeit.                                   | D-6-6325-0067 |      |
| (Standort) | Grabhügel vorgeschichtlicher Zeitstellung.                                                | D-6-6325-0068 |      |
| (Standort) | Vorgeschichtliche Grabhügel, daraus Funde der Hallstattzeit.                              | D-6-6325-0069 |      |
| (Standort) | Mittelalterlicher oder neuzeitlicher Erdstall.                                            | D-6-6325-0070 |      |
| (Standort) | Siedlung der Hallstattzeit.                                                               | D-6-6325-0084 |      |
| (Standort) | Verebnete vorgeschichtliche Grabhügel und Siedlung der Vorgeschichte                      | D-6-6325-0100 |      |
| (Standort) | Siedlung der Schnurkeramik, der späten Urnenfelderzeit und der frühen Hallstattzeit.      | D-6-6325-0104 |      |
| (Standort) | Siedlung der späten Bronzezeit, Urnenfelderzeit und Hallstattzeit.                        | D-6-6325-0106 |      |
| (Standort) | Siedlung der Hallstattzeit oder frühen Latènezeit.                                        | D-6-6325-0107 |      |
| (Standort) | Siedlung der Urnenfelderzeit.                                                             | D-6-6325-0109 |      |
| (Standort) | Siedlung der Urnenfelderzeit oder der Hallstattzeit.                                      | D-6-6325-0111 |      |
| (Standort) | Vorgeschichtliche Siedlung mit Grabenwerk.                                                | D-6-6325-0112 |      |
| (Standort) | Siedlung der Urnenfelderzeit.                                                             | D-6-6325-0113 |      |
| (Standort) | Siedlung der Hallstattzeit.                                                               | D-6-6325-0114 |      |
| (Standort) | Siedlung der Bronzezeit.                                                                  | D-6-6325-0115 |      |
| (Standort) | Siedlung der Urnenfelderzeit.                                                             | D-6-6325-0140 |      |
| (Standort) | Siedlung vor- und frühgeschichtlicher Zeitstellung.                                       | D-6-6325-0141 |      |
| (Standort) | Siedlung vor- und frühgeschichtlicher Zeitstellung.                                       | D-6-6325-0142 |      |
| (Standort) | Siedlung vor- und frühgeschichtlicher Zeitstellung.                                       | D-6-6325-0143 |      |
| (Standort) | Siedlung vor- und frühgeschichtlicher Zeitstellung.                                       | D-6-6325-0148 |      |
| (Standort) | Siedlung vor- und frühgeschichtlicher Zeitstellung.                                       | D-6-6325-0149 |      |
| (Standort) | Siedlung der Urnenfelderzeit sowie Siedlung mit rundem Grabenwerk vorgeschichtlicher Zeit | D-6-6325-0150 |      |
| (Standort) | Verebnete vorgeschichtliche Grabhügel.                                                    | D-6-6325-0151 |      |
| (Standort) | Verebnete vorgeschichtliche Grabhügel.                                                    | D-6-6325-0152 |      |
| (Standort) | Siedlung vor- und frühgeschichtlicher Zeitstellung.                                       | D-6-6325-0153 |      |
| (Standort) | Siedlung vor- und frühgeschichtlicher Zeitstellung.                                       | D-6-6325-0154 |      |
| (Standort) | Verebnete vorgeschichtliche Grabhügel.                                                    | D-6-6325-0155 |      |
| (Standort) | Verebnete vorgeschichtliche Grabhügel.                                                    | D-6-6325-0157 |      |
| (Standort) | Siedlung vor- und frühgeschichtlicher Zeitstellung.                                       | D-6-6325-0158 |      |
| (Standort) | Siedlung der jüngeren Latènezeit, der jüngeren römischen Kaiserzeit                       | D-6-6325-0165 |      |
| (Standort) | Siedlung vor- und frühgeschichtlicher Zeitstellung.                                       | D-6-6325-0166 |      |
| (Standort) | Körpergräber der Glockenbecherkultur sowie Siedlung vorgeschichtlicher Zeitstellung.      | D-6-6325-0178 |      |
| (Standort) | Brandgräber der älteren Urnenfelderzeit.                                                  | D-6-6325-0183 |      |
| (Standort) | Siedlung der Latènezeit.                                                                  | D-6-6325-0186 |      |
| (Standort) | Siedlung der Linearbandkeramik sowie der Urnenfelderzeit oder der Hallstattzeit.          | D-6-6325-0196 |      |
| (Standort) | Siedlung der Urnenfelderzeit.                                                             | D-6-6325-0200 |      |
| (Standort) | Siedlung der Hallstattzeit.                                                               | D-6-6325-0213 |      |
| (Standort) | Siedlung des Neolithikums.                                                                | D-6-6325-0220 |      |
| (Standort) | Archäologische Befunde im Bereich der frühneuzeitlichen Evang.-Luth. Pfarrkirche          | D-6-6325-0247 |      |
| (Standort) | Archäologische Befunde                                                                    | D-6-6325-0248 |      |
| (Standort) | Archäologische Befunde im Bereich des frühneuzeitlichen „Friesenhäuser Schlosses“         | D-6-6325-0249 |      |
| (Standort) | Archäologische Befunde im Bereich der Ruine des frühneuzeitlichen Geyerschlosses          | D-6-6325-0250 |      |
| (Standort) | Archäologische Befunde im Bereich der ehem. frühneuzeitlichen Synagoge von Allersheim     | D-6-6325-0252 |      |
| (Standort) | Archäologische Befunde im Bereich des frühneuzeitlichen jüdischen Friedhofs               | D-6-6325-0253 |      |
| (Standort) | Siedlung der Urnenfelderzeit.                                                             | D-6-6325-0254 |      |
| (Standort) | Archäologische Befunde im Bereich der frühneuzeitlichen Kath. Pfarrkirche St. Peter       | D-6-6325-0256 |      |
| (Standort) | Archäologische Befunde im Bereich der frühneuzeitlichen Kath. Kapelle St. Nikolaus        | D-6-6325-0257 |      |
| (Standort) | Archäologische Befunde im Bereich des mittelalterlichen Burgstalles in Eßfeld.            | D-6-6325-0258 |      |
| (Standort) | Siedlung vorgeschichtlicher Zeitstellung.                                                 | D-6-6325-0259 |      |
| (Standort) | Archäologische Befunde im Bereich der frühneuzeitlichen Kath. Pfarrkirche St. Nikolaus    | D-6-6325-0261 |      |
| (Standort) | Archäologische Befunde im Bereich der frühneuzeitlichen Evang.-Luth. Pfarrkirche          | D-6-6325-0263 |      |
| (Standort) | Station des Mesolithikums sowie vorgeschichtliche Siedlung, darunter Siedlung             | D-6-6325-0268 |      |
| (Standort) | Siedlung vorgeschichtlicher Zeitstellung.                                                 | D-6-6325-0269 |      |
| (Standort) | Siedlung der Latènezeit.                                                                  | D-6-6325-0270 |      |
| (Standort) | Siedlung der Metallzeiten.                                                                | D-6-6325-0271 |      |
| (Standort) | Siedlung vorgeschichtlicher Zeitstellung.                                                 | D-6-6325-0272 |      |
| (Standort) | Archäologische Befunde im Bereich der frühneuzeitlichen Kath. Pfarrkirche St. Cyriakus    | D-6-6325-0274 |      |
| (Standort) | Siedlung des Neolithikums. Regierungsbezirk Unterfranken                                  | D-6-6325-0292 |      |
| (Standort) | Siedlung der Bronzezeit.                                                                  | D-6-6325-0293 |      |
| (Standort) | Siedlung des Neolithikums.                                                                | D-6-6325-0294 |      |